# Rosie Brennan
Rosie Brennan, född 2 december 1988 i Salt Lake City i Utah, är en amerikansk längdskidåkare. Hon gjorde debut i världscupen den 16 januari 2009 och tog sin första individuella pallplats när hon slutade trea på 10 km jaktstart i Ruka den 29 november 2020. Två veckor senare tog hon sin första världscupseger då hon vann sprinten i Davos, som hon följde upp med en vinst över 10 km fritt dagen därpå. Brennan deltog i olympiska vinterspelen i Pyeongchang 2018 och i VM 2015, 2017, 2019 samt 2021.

## Resultat

### Pallplatser i världscupen

#### Individuellt
Brennan har tolv individuella pallplatser i världscupen: två segrar, fem andraplatser och fem tredjeplatser.
| Säsong  | Datum            | Plats       | Disciplin                   | Placering |
| ------- | ---------------- | ----------- | --------------------------- | --------- |
| 2020/21 | 29 november 2020 | Ruka        | 10 km jaktstart (F)         | 3:a       |
| 2020/21 | 12 december 2020 | Davos       | Sprint (F)                  | 1:a       |
| 2020/21 | 13 december 2020 | Davos       | 10 km individuell start (F) | 1:a       |
| 2020/21 | 3 januari 2021   | Val Müstair | 10 km jaktstart (F)         | 2:a       |
| 2020/21 | 5 januari 2021   | Toblach     | 10 km individuell start (F) | 2:a       |
| 2021/22 | 4 december 2021  | Lillehammer | 10 km individuell start (F) | 3:a       |
| 2022/23 | 18 december 2022 | Davos       | 20 km individuell start (F) | 3:a       |
| 2023/24 | 25 november 2023 | Ruka        | 10 km individuell start (K) | 2:a       |
| 2023/24 | 26 november 2023 | Ruka        | 20 km masstart (F)          | 3:a       |
| 2023/24 | 17 december 2023 | Trondheim   | 10 km individuell start (K) | 2:a       |
| 2023/24 | 4 januari 2024   | Davos       | 20 km jaktstart (K)         | 2:a       |
| 2023/24 | 12 mars 2024     | Drammen     | Sprint (K)                  | 3:a       |

#### Lag
I lag har Brennan sex pallplatser: en seger, en andraplats och fyra tredjeplatser.
| Säsong  | Datum           | Plats       | Disciplin           | Placering | Lagkamrat(er)                   |
| ------- | --------------- | ----------- | ------------------- | --------- | ------------------------------- |
| 2015/16 | 6 december 2015 | Lillehammer | 4 x 5 km stafett    | 3:a       | Bjornsen / Stephen / Diggins    |
| 2019/20 | 8 december 2019 | Lillehammer | 4 x 5 km stafett    | 2:a       | Caldwell / Bjornsen / Diggins   |
| 2021/22 | 13 mars 2022    | Falun       | 4 x 5 km mixstafett | 1:a       | Ketterson / Patterson / Diggins |
| 2022/23 | 22 januari 2023 | Livigno     | Lagsprint (F)       | 3:a       | Julia Kern                      |
| 2022/23 | 5 februari 2023 | Toblach     | 4 x 7,5 km stafett  | 3:a       | Swirbul / Diggins / Kern        |
| 2023/24 | 3 december 2023 | Gällivare   | 4 x 7,5 km stafett  | 3:a       | Diggins / Laukli / Kern         |

### Ställning i världscupen
| Säsong  | Discipliner | Discipliner | Discipliner | Discipliner | Discipliner | Discipliner | Tourer      | Tourer      | Tourer    | Tourer |
| Säsong  | Totalt      | Totalt      | Distans     | Distans     | Sprint      | Sprint      | Nord. öppn. | Tour de Ski | VC- avsl. |        |
| Säsong  | Poäng       | Plac.       | Poäng       | Plac.       | Poäng       | Plac.       | Nord. öppn. | Tour de Ski | VC- avsl. |        |
| ------- | ----------- | ----------- | ----------- | ----------- | ----------- | ----------- | ----------- | ----------- | --------- | ------ |
| 2008/09 | 0           | –           | –           | –           | 0           | –           | i.u.        | –           | –         |        |
| 2012/13 | 0           | –           | 0           | –           | 0           | –           | –           | –           | 43:e      |        |
| 2013/14 | 0           | –           | 0           | –           | 0           | –           | 70:e        | –           | –         |        |
| 2014/15 | 31          | 87:e        | 31          | 56:e        | 0           | –           | –           | –           | i.u.      |        |
| 2015/16 | 59          | 54:e        | 31          | 43:e        | 0           | –           | 34:e        | 32:a        | 24:e      |        |
| 2016/17 | 64          | 65:e        | 49          | 47:e        | 3           | 82:a        | 41:a        | 28:e        | 42:a      |        |
| 2017/18 | 106         | 55:e        | 52          | 45:e        | 20          | 54:e        | 28:e        | 24:e        | DNF       |        |
| 2018/19 | 175         | 38:e        | 127         | 27:e        | 16          | 54:e        | 15:e        | –           | 39:e      |        |
| 2019/20 | 553         | 17:e        | 313         | 14:e        | 58          | 35:e        | 10:e        | 15:e        | i.u.      |        |
| 2020/21 | 919         | 4:e         | 484         | 4:e         | 185         | 9:e         | 5:e         | 6:e         | i.u.      |        |
| 2021/22 | 491         | 14:e        | 311         | 10:e        | 180         | 12:e        | i.u.        | –           | i.u.      |        |

### Olympiska spel
| Tävling          | 10 km | Skiathlon | 30 km | Sprint | Stafett | Lagsprint |
| ---------------- | ----- | --------- | ----- | ------ | ------- | --------- |
| Pyeongchang 2018 | —     | 58:e      | —     | —      | —       | —         |
| Peking 2022      | 13:e  | 14:e      | —     | 4:e    | 6:e     | —         |

### Världsmästerskap
| Tävling         | 10 km | Skiathlon | 30 km | Sprint | Stafett | Lagsprint |
| --------------- | ----- | --------- | ----- | ------ | ------- | --------- |
| Falun 2015      | —     | 30:e      | 16:e  | —      | 4:e     | —         |
| Lahtis 2017     | 32:a  | 28:e      | —     | —      | —       | —         |
| Seefeld 2019    | 24:e  | 10:e      | 16:e  | —      | 5:e     | —         |
| Oberstdorf 2021 | 17:e  | —         | —     | 34:e   | 4:e     | 5:e       |
| Planica 2023    | 15:e  | 19:e      | 5:e   | 7:e    | 5:e     | —         |